# Roger Williams Wescott
Roger Williams Wescott (Filadelfia, 28 aprile 1925 – 21 novembre 2000) è stato un antropologo e linguista statunitense.

## Biografia
Nato a Filadelfia nel 1925, si è laureato con lode a Princeton nel 1945, dove consegue il dottorato di ricerca in linguistica nel 1948. In seguito ad un lavoro sul campo in Nigeria, ha fondato e diretto l'African Language Program presso la Michigan State University. Dal 1966 al 1991, è stato professore di linguistica e di antropologia presso la Drew University di Madison, New Jersey.
Wescott ha avuto cariche in diverse associazioni: presidente della Linguistic Association del Canada e degli Stati Uniti, vicepresidente dell'International Organization for Unification of Terminological Neologisms (dal 1988 al 1996), presidente della International Society for the Comparative Study of Civilizations (dal 1992 al 1995), vicepresidente dell' Association for the Study of Language In Prehistory e vicepresidente della World Bank of International Terms.
Ha ricoperto ruoli anche nel campo dell'editoria, dove è stato codirettore delle riviste Futurics, Forum Linguisticum e Mother Tongue, oltre ad essere autore di numerosi libri e pubblicazioni.

## Curiosità
È un discendente diretto di Roger Williams.  

## Opere
- A Bini grammar 1962
- The divine animal: an exploration of human potentiality 1969
- Language origins 1974
- Sound and sense: linguistic essays on phonosemic subjects 1980
- Comparing civilizations: an unconsensual view 2000